# غونتر هوفمان شونبورن
جونتر هوفمان شونبورن (1 مايو 1905 - 4 أبريل 1970) جنرالًا في الفيرماخت في ألمانيا النازية خلال الحرب العالمية الثانية. حصل على وسام الفارس الصليبي الحديدي بأوراق البلوط.

## الجوائز
- الصليب الحديدي (1939) الدرجة الثانية (31 مايو 1940) والدرجة الأولى (29 يونيو 1940) [1]
- وسام الفارس الصليبي الحديدي بأوراق البلوط
  - وسام الفارس الصليبي الحديدي في 14 مايو 1941 بصفته رائد وقائد Sturm-Geschütz-Abteilung 191 [2]
  - مع أوراق البلوط التاسع والأربعون في 31 ديسمبر 1941 بصفته رائد وقائد Sturm-Geschütz-Abteilung 191

### اقتباسات
1. ↑  Thomas 1997, p. 295.
2. ↑  Scherzer 2007, p. 399.